# Sa Cudia Cremada

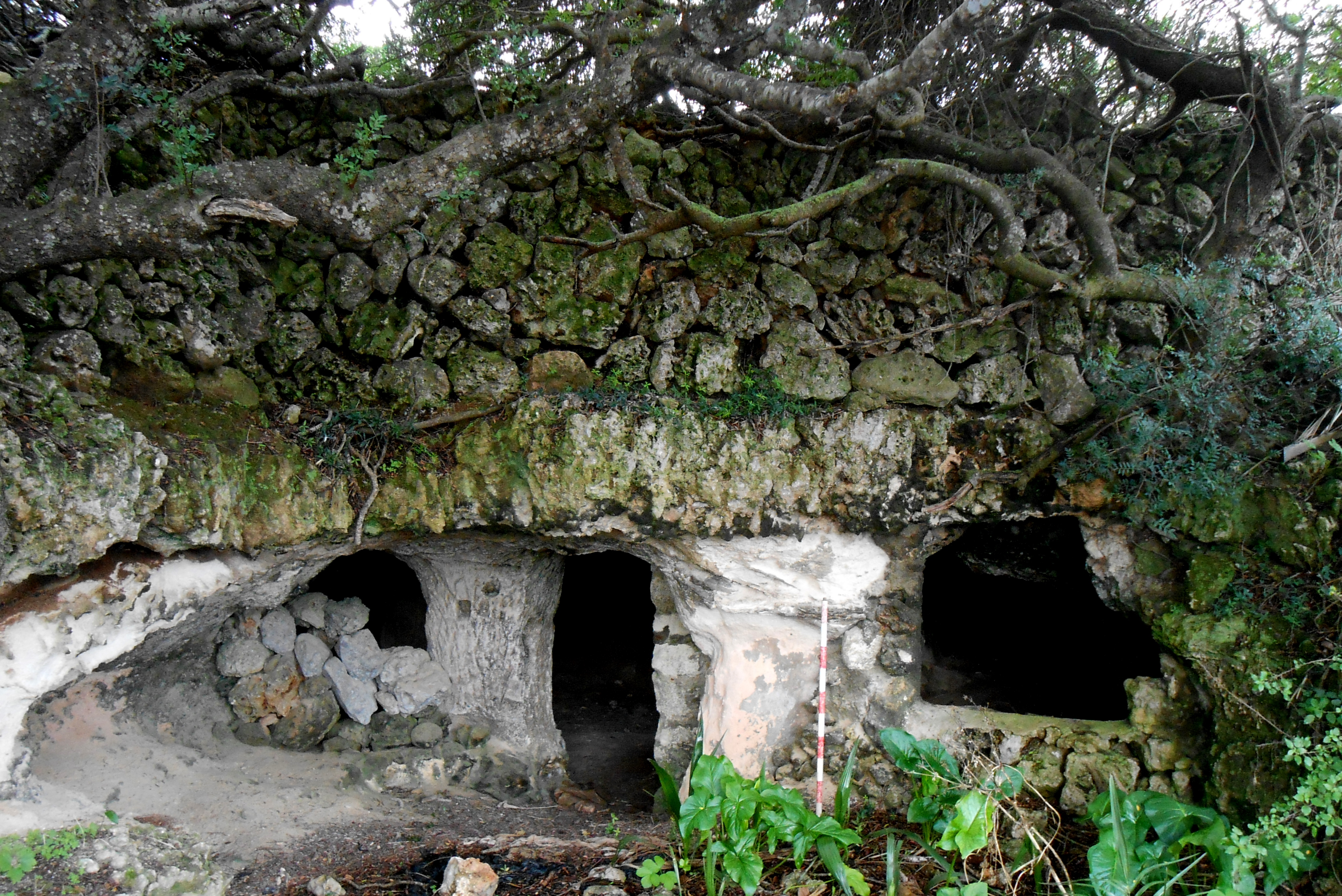
Hipogeu o cova artificial d'enterrament de Sa Cudia Cremada

Sa Cudia Cremada és un jaciment arqueològic a la finca agrícola del mateix nom, al terme municipal de Maó, la capital de l'illa de Menorca (Illes Balears). Les restes que formen part d'aquest jaciment pertanyen a la cultura talaiòtica, la cronologia de les quals se situen a finals de l'edat del bronze i l'edat del ferro, encara que el jaciment presenta indicis d'haver estat ocupat durant les primeres centúries després de la conquesta romana de les Balears, tal com indiquen materials localitzats en superfície que daten d'aquesta primera fase de l'ocupació romana de Menorca. També va poder haver presentat una ocupació durant l'edat mitjana, tal com suggereixen les nombroses restes de ceràmica islàmica presents també en superfície.
Les restes arqueològiques presents en aquest jaciment estan en molt bon estat de conservació. Entre les més significatives destaquen tres talaiots o estructures turriformes de construcció ciclòpia, el recinte de taula o santuari, diversos hipogeus, un sitja de grans dimensions i part del tram d'un mur de doble parament, entre d'altres.
El talaiot amb la ubicació més oriental presenta una planta oval amb un diàmetre màxim a la seva base de dinou metres. La seva façana és lleugerament còncava i orientada al Sud, que presenta, a més, un accés que condueix a una càmera interior. La coberta d'aquesta càmera, parcialment conservada, consisteix en l'aproximació de fileres de grans blocs de pedra.
La resta d'estructures visibles fins avui se situen a uns 200 metres de distància d'aquest talaiot. En aquesta zona trobem un altre de planta oval amb un diàmetre màxim de 20 metres i una altura que arriba fins als 5 metres. En aquest cas, es tracta d'una estructura massissa, sense càmeres internes. Possiblement el seu costat Sud presentés escales, la qual cosa ja ha estat atestada en talaiots d'altres jaciments talaiòtics de l'illa, com el de Cornia Nou. A més, a aquest talaiot se li adossa un mur de gran amplada que conserva una altura d'1,5 metres, pertanyent a algun espai relacionat amb ell.
El jaciment també compta amb un tercer talaiot de dimensions més reduïdes. La seva planta és circular i la seva cara Nord presenta un accés a una càmera interna, el qual està actualment colmatat. A més, a aquest costat Nord se li adossa un edifici rectangular de funció, de moment, desconeguda.
No obstant això, l'edifici més destacat de Sa Cudia Cremada se situa a escassa distància dels dos últims talaiots descrits. Es tracta del recinte de Taula o santuari, que presenta una planta absidal, típica d'aquestes estructures, està orientat al Sud i realitzat també en factura ciclòpia. Amb una façana lleugerament còncava, l'entrada en aquesta sembla estar colmatada. Donat que, fins al moment, no s'han dut a terme intervencions arqueològiques en aquest edifici, la seva estructura interna ens és desconeguda, per la qual cosa, desconeixem la posició del monument central, la Taula, així com pilastres i altres elements típics en aquest tipus d'espais.
A més, existeixen altres estructures com un tram de mur ciclopi de doble parament amb orientació EO, una gran sitja coberta per una llosa de pedra, un monòlit, que possiblement pertanyi a un edifici, el qual es troba cobert avui dia, i diversos hipogeus o coves artificials. Aquests, realitzats a la pròpia roca natural, van ser utilitzats com a espais d'enterrament col·lectiu.
És un dels 32 jaciments prehistòrics menorquins que es presenten a la candidatura de la Menorca Talaiòtica com a patrimoni de la humanitat a la UNESCO.